# La Fontaine de la Grâce
La Fontaine de la Grâce et le Triomphe de l'Église sur la Synagogue (également connue sous le titre La Fontaine de vie) est une huile sur panneau achevée entre 1440 et 1450. 
Bien que des points de ressemblance, aussi bien techniques que thématiques, puissent être identifiés avec d'autres œuvres réalisées par Jan van Eyck et son frère Hubert, il semble qu'elle n'ait pas été réalisée directement par le maître flamand mais bien par un de ses élèves.
Le sujet du tableau a pu susciter un intérêt particulier dans l'Espagne du XVe siècle. En effet, elle compte alors l'une des communautés juives les plus importantes d'Europe et vit un large mouvement de conversion forcée des Juifs au christianisme. Par ailleurs, à cette époque, l'Espagne connaît des persécutions antisémites régulières, allant jusqu'à l'expulsion des Juifs d'Espagne en 1492.

## Histoire
Vraisemblablement réalisée aux Pays-Bas dans l'atelier de Van Eyck entre 1440 et 1450, La Fontaine de la Grâce est offerte, entre 1447 et 1474, par le roi Henri IV de Castille au monastère de Sainte-Marie de Parral de Ségovie. On ignore cependant comment Henri IV de Castille s'est procuré ce tableau. Elle est décrite, dans les documents tenus par les moines, comme « un tableau de Flandres représentant l'histoire de la dédicace de l'Église ».
L'œuvre reste à Ségovie jusqu'en 1838. Elle est ensuite placée au Musée de la Trinité de Madrid, aujourd'hui disparu.
Œuvre majeure des collections du Musée du Prado depuis 1870, elle est la principale peinture flamande de la pinacothèque. Au XIXe siècle, La Fontaine de la Grâce est d'ailleurs décrite par le critique d'art Pedro de Madrazo comme « un des plus précieux incunables de la peinture à l'huile, ».
En 2018-2019, elle fait l'objet d'une exposition temporaire après une restauration de grande ampleur.
Plusieurs copies du tableau sont par ailleurs connues, dont une réalisée vers 1560 par un auteur anonyme et une achevée à la fin du XVIe siècle par le peintre espagnol Cristóbal de Velasco. Cette dernière fait partie des collections de l'Allen Memorial Art Museum d'Oberlin (États-Unis) depuis 1952.

## Description de l'œuvre

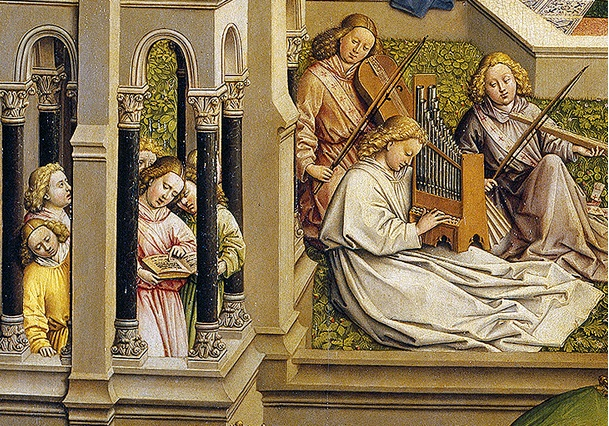
Groupe d'anges jouant les instruments de musique dans "La fontaine de la Grâce"

Bien qu'organisé en trois niveaux sur lesquels les personnages sont positionnés, on peut clairement distinguer que l'architecture dans laquelle s'inscrivent les deux niveaux supérieurs fait allusion à la Jérusalem céleste.

### Une représentation de la Jérusalem céleste

#### Niveau supérieur: le trône de Dieu le Père
Dans la partie supérieure, Dieu le Père, l'agneau pascal à ses pieds, est au centre. Coiffé d'une couronne, il est assis sur un trône de pierre de style gothique, recouvert d'un tapis richement décoré, où sont sculptées des représentations des quatre évangélistes ainsi que 18 autres sculptures représentant les prophètes — on y distingue notamment une représentation de Moïse tenant les tables de la Loi. Dans sa main gauche, un sceptre symbolise son autorité. Sa main droite bénit l'Humanité. La représentation de Dieu le Père dans cette œuvre, analogue à la représentation faite du Christ Roi, symbolise son règne éternel. 
De part et d'autre du trône figurent la Vierge Marie, habillée d'une robe bleue et tenant dans ses mains un livre, et Jean le Baptiste, vêtu d'une robe verte, en train d'écrire.
Une forme récurrente dans les carrelages posés au sol représente l'acronyme « AGLA », reprenant les initiales de la phrase hébraïque « Athah gabor leolah, adonai » signifiant « Tu es puissant et éternel, ô Seigneur ».

#### Niveau médian: des anges musiciens et chanteurs
La terrasse médiane montre deux groupes d'anges jouant différents instruments de musique : on reconnaît notamment une vièle, un orgue miniature, une trompette marine, un luth et une harpe.
Des chœurs d'anges sont placés dans des tours aux deux extrémités de la terrasse. Un ange du chœur de la tour de gauche tient un livre, tandis qu'un ange situé dans la tour de droite tient un phylactère sur lequel il est inscrit un extrait du quinzième verset du quatrième cantique du Cantique des Cantiques : « Une fontaine des jardins, Une source d'eaux vives ».
Ces groupes d'anges se situent dans un environnement végétal luxuriant : le spécialiste de la botanique dans l'histoire de l'art Eduardo Barba a recensé plus de 20 espèces végétales différentes dans cette partie de l'œuvre.

### Une représentation de l'Humanité
Le niveau inférieur, quant à lui, est le lieu d'un affrontement entre deux groupes religieux.
Les Chrétiens sont représentés par plusieurs prêtres, souverains, théologiens et nobles guidés par le Pape, reconnaissable à la tiare pontificale qu'il porte. Ils se tiennent tous particulièrement droits, regardent dans la même direction. Les mains jointes, ils sont en oraison. Bien que représentés à gauche de l'œuvre, ils sont à la droite de Dieu : cette place est à l'évidence symbolique, faisant référence notamment au verset de l'Exode : « Ta droite, ô Éternel ! a signalé sa force; Ta droite, ô Éternel ! a écrasé l'ennemi. »
Le contraste est saisissant avec le groupe à la droite de la fontaine, représentant les Juifs, reconnaissables par les caractères en hébreu qui figurent sur les banderoles qu'ils tiennent et à la présence d'un rouleau de la Torah. Il est à noter que les caractères hébreux qui figurent sur ce tableau n'ont aucune signification : ils n'ont strictement aucun sens. Ils donnent simplement au lecteur une clé d'identification des Juifs. Confus, en désordre, ils semblent discuter entre eux, se quereller. Un prêtre juif aux yeux bandés les conduit.

### L'eau: représentation du lien entre le monde divin et le monde humain
L'eau est omniprésente dans l'œuvre : elle prend sa source sous le trône de Dieu le Père, chemine à travers le niveau médian pour s'écouler par la fontaine de style gothique — le même style architectural que le trône du niveau supérieur — et richement décorée, représentée dans le niveau inférieur.
L'eau de la fontaine de vie, située au centre de la partie inférieure, est une représentation de la Grâce chrétienne : elle éclaire les Chrétiens tandis que les Juifs se montrent incapables de la voir. On peut également interpréter cette opposition entre les deux groupes par la reconnaissance, par les Chrétiens, de Jésus comme messie, contrairement aux Juifs qui ne le reconnaissent pas comme tel.

## Détails

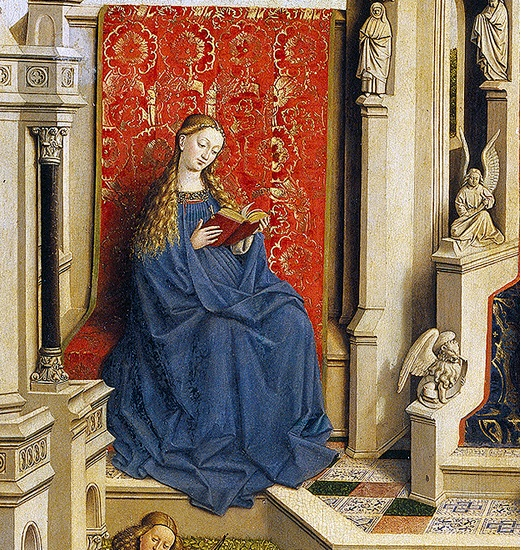
Détail montrant la Vierge Marie
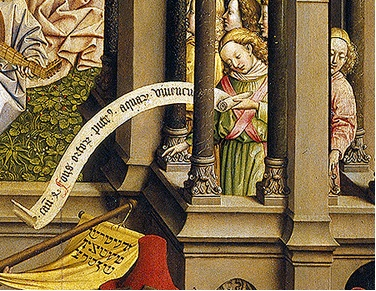
Détail montrant un chœur d'anges
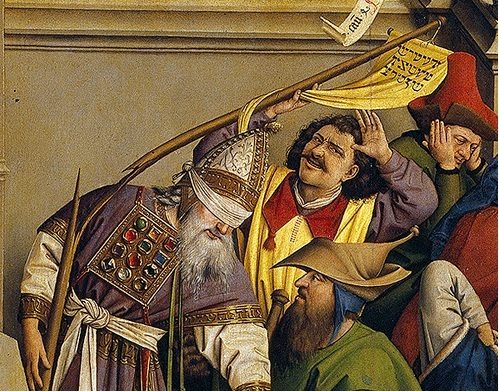
Détail montrant le prêtre juif aveuglé sur la terrasse inférieure

## Analogie avec leretabledeL'Agneau mystique

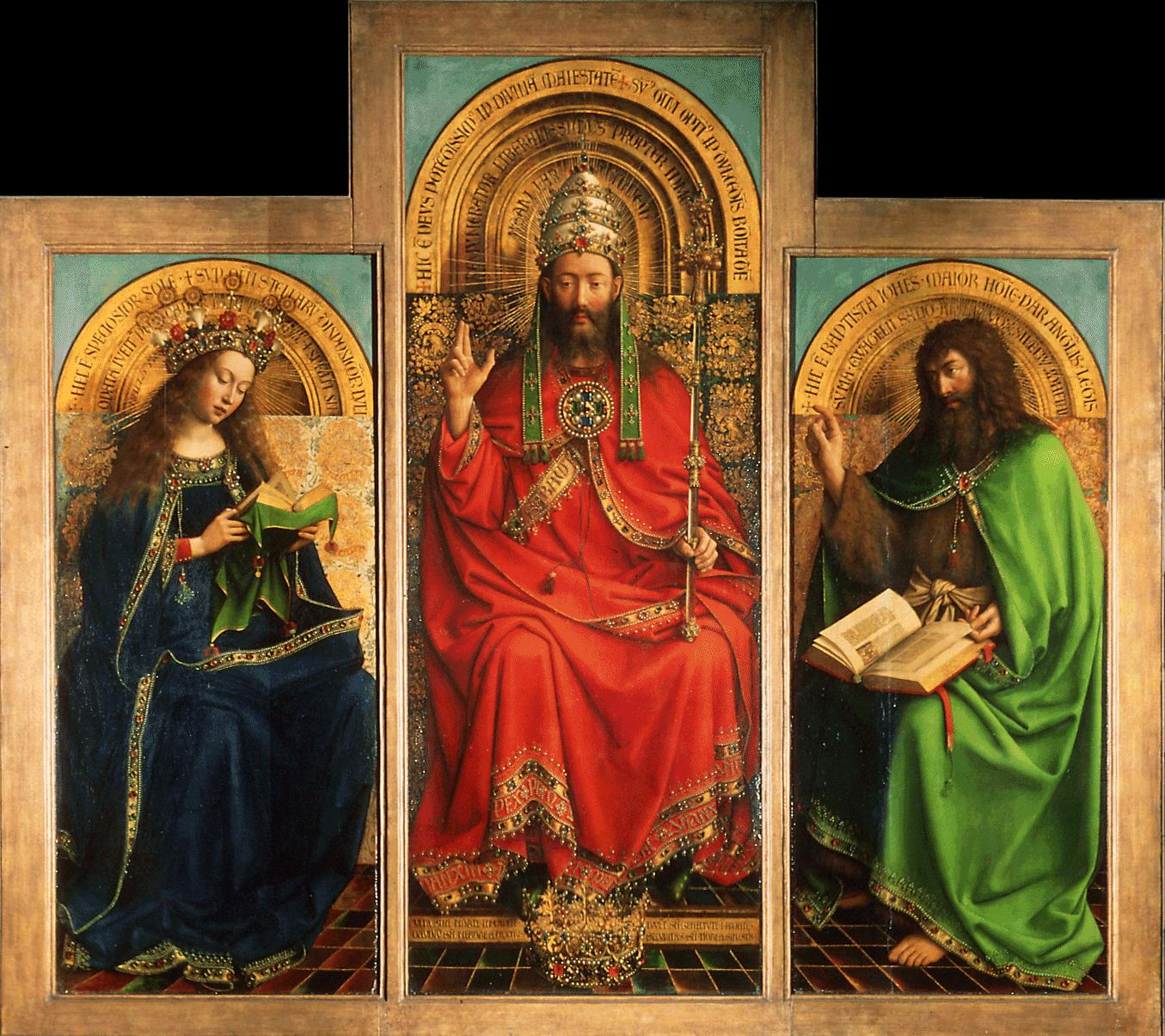
Détail de L'Agneau mystique, Jan van Eyck, 1432.

De nombreux points de ressemblance entre La Fontaine de la Grâce et L'Adoration de l'agneau mystique peuvent être identifiés, ce qui permet, selon les spécialistes, l'identification de l'auteur du tableau comme membre de l'atelier de Jan van Eyck.
On notera par exemple la présence, dans le retable de Gand, des mêmes personnages centraux : Dieu le Père représenté en souverain, sceptre dans la main gauche, effectuant le signe de bénédiction de la main droite, entourés de la Vierge Marie lisant un livre et de Jean le Baptiste écrivant. Ces trois personnages, dans les deux œuvres, sont habillés des mêmes couleurs.
On remarquera également la représentation commune aux deux œuvres de l'agneau pascal et de groupes distincts de Chrétiens et de Juifs.